# Alexander Igorewitsch Troschetschkin
Alexander Igorewitsch Troschetschkin (russisch Александр Игоревич Трошечкин; * 23. April 1996 in Moskau) ist ein russischer Fußballspieler.

## Karriere

### Verein
Troschetschkin begann seine Karriere bei Lokomotive Moskau. Im Januar 2014 wechselte er zu Anschi Machatschkala. Im April 2014 stand er erstmals im Kader der Profis von Anschi, für die er allerdings nie zum Einsatz kommen sollte. Zur Saison 2014/15 schloss er sich dem FK Rostow an. Im August 2014 debütierte er gegen den FK Krasnodar für Rostow in der Premjer-Liga. In seiner ersten Saison in Rostow kam er zu drei Erstligaeinsätzen. In der Saison 2015/16 kam er einmal in der Premjer-Liga zum Einsatz. Zur Saison 2016/17 wurde er an den Zweitligisten FK Fakel Woronesch verliehen. Während der Leihe kam er zu 30 Einsätzen in der Perwenstwo FNL. Zur Saison 2017/18 wurde er innerhalb der Premjer-Liga an den FK Tosno weiterverliehen. Für Tosno absolvierte er acht Spiele in der höchsten russischen Spielklasse, nach der Saison 2017/18 löste sich der Verein allerdings auf.
Zur Saison 2018/19 kehrte er zunächst nach Rostow, ehe er im August 2018 ein drittes Mal verliehen wurde, diesmal an den Zweitligisten Awangard Kursk. In Kursk absolvierte der Mittelfeldspieler 27 Zweitligapartien. Zur Saison 2019/20 verließ Troschetschkin Rostow schließlich endgültig und schloss sich dem Zweitligisten FK Chimki an. In der Saison 2019/20 kam er bis zum Saisonabbruch zu 26 Zweitligaeinsätzen, in denen er fünf Tore erzielte. Mit Chimki stieg er nach Saisonende in die Premjer-Liga auf. In der Saison 2020/21 kam er zu 24 Erstligaeinsätzen für Chimki. In der Spielzeit 2021/22 absolvierte er bis zur Winterpause 15 Partien.
Im Februar 2022 wechselte er zum Ligakonkurrenten Achmat Grosny. Bis zum Ende der Saison 2021/22 kam er zu zehn Einsätzen, in denen er dreimal traf. In der Saison 2022/23 absolvierte er 19 Partien und machte zwei Tore. Zur Saison 2023/24 zog er weiter innerhalb der Liga zum FK Nischni Nowgorod.

### Nationalmannschaft
Troschetschkin absolvierte im März 2017 ein Spiel für die russische U-21-Auswahl.